# Lorenz Gieseler
Lorenz Gieseler (auch Lorenz Giesler oder latinisiert Laurentius Gieslerus; * in Osterode; † Ende Februar 1684 in Braunschweig) war ein deutscher Arzt, Verfasser medizinischer Schriften sowie Stadtphysicus in Braunschweig von 1657 bis zu seinem Tode.

## Leben
Lorenz Gieseler wurde in Osterode am Harz als Sohn des dortigen Pfarrers Johannes Gieseler und dessen Ehefrau Beate, geb. Sinram, geboren. Geburtsjahr und -datum sind unbekannt. Er besuchte zunächst die Schulen seiner Heimatstadt und setzte seine Ausbildung an den hohen Schulen von Greifswald und Rostock fort, um sich schließlich im September 1635 in Rostock zu immatrikulieren. Als „Präzeptoren“ nannte er die an der dortigen Universität lehrenden Peter Lauremberg (1585–1639) als Professor der Poesie, Joachim Stockmann (1592–1653) als Professor der Physik und Metaphysik und Simon Pauli (1603–1680) als Professor der Medizin.
Der nächste Aufenthaltsort war Hamburg, möglicherweise als Lehrer am dortigen Gymnasium auf Vermittlung Peter Laurembergs, der dort von 1614 bis 1624 eine Professur für Mathematik und Physik innehatte. Am 18. Februar 1640 schrieb er sich an der Universität Helmstedt als Student – sehr wahrscheinlich der Medizin – ein. 1644 disputierte er unter Hermann Conring über den Skorbut und wirkte in den nächsten Jahren als medicus practicus in Osterode.
Im Jahr 1647 erschien in Goslar seine Arbeit über das Osteroder Braunbier im Druck. 1652 wirkte Gieseler als Arzt in Osterwieck und ab 1655 in Braunschweig. Dort erwarb er, offenbar noch während seiner Tätigkeit in Osterwieck, im April 1654 das Bürgerrecht und heiratete am 23. Mai desselben Jahres Catharina Brandes. Im Jahr 1656 promovierte Gieseler in Helmstedt zum Doktor der Medizin und wurde im folgenden Jahr zum Stadtphysikus in Braunschweig berufen. Durch die von Februar 1657 bis Januar 1658 in der Stadt herrschende „pestartige Seuche“ erhielt er schnell sehr viel Arbeit. Am 1. Januar 1663 wurde in Braunschweig Gieselers Tochter Dorothea Elisabeth geboren.
In den folgenden Jahren bis zu seinem Tod versah er das Amt des Stadtarztes in Braunschweig. Am 8. November 1678 erfuhr die Lebensarbeit Gieselers eine außerordentliche Würdigung mit der Aufnahme in die Leopoldina, die älteste naturforschende Gesellschaft Deutschlands. Er wurde unter der Nummer 80 im Matrikelbuch geführt und trug den Beinamen „Hippocrates I.“. Er verfasste eine Reihe medizinischer Schriften, die zu seiner Erinnerung bei der Nachwelt ebenso beitrugen wie die eponymische Rezepturvorschrift „Electuarium sassafras D<octoris> Giselerii“.
Er starb Ende Februar 1684 in der Stadt seines langjährigen Wirkens und wurde am 2. März in der Kirche St. Martini beigesetzt.

## Werke
- Disputatio medica inauguralis De Scorbuto. Helmstedt 1644.
- Discursus Philosophico-Medicus vom Osterödischen Braunbier. Goslar 1647.
- Kurtze doch nöhtige Erinnerung und Anweisung Wie ein jeder bey jtzigen verspürten Seuchen sich verhalten sol. Braunschweig 1657.
- Observationes Medicae de Peste Brunsvicensi Anni MdCLVII. Braunschweig 1663.
- Dissertatio Philosophico-medica De Pinguedine. Braunschweig 1665.
- De punctura patellae lethali. als Observatio LXXIII in ‚Miscellanea curiosa Medico-physica Academiae Naturae Curiosorum‘, Leipzig und Frankfurt 1673. (dt.: 73. Wahrnehmung Von einer tödlichen Verwundung der Kniescheibe. in: Der Römisch-Kaiserlichen Akademie der Naturforscher auserlesene medizinisch-chirurgisch-anatomisch-chymisch- und botanische Abhandlungen. Band 3, Nürnberg 1756).
- De nausea Foeminis retrorsum vectis familiari. als Oberservatio LXXIV in ‚Miscellanea curiosa Medico-physica Academiae Naturae Curiosorum‘, Leipzig und Frankfurt 1673. (dt.: 74. Wahrnehmung Von dem Ekel oder Ubelseyn, welches den Weibspersonen öfters zustösset, wann sie rukwerts fahren. in: Der Römisch-Kaiserlichen Akademie der Naturforscher auserlesene medizinisch-chirurgisch-anatomisch-chymisch- und botanische Abhandlungen. Band 3, Nürnberg 1756).
- De capitis dolore diuturno periodico. als Observatio LXXV in ‚Miscellanea curiosa Medico-physica Academiae Naturae Curiosorum‘, Leipzig und Frankfurt, 1673. (dt.: 75. Wahrnehmung Von langwierigen und zu gewisser Zeit wiederkehrenden Kopfschmerzen. in: Der Römisch-Kaiserlichen Akademie der Naturforscher auserlesene medizinisch-chirurgisch-anatomisch-chymisch- und botanische Abhandlungen. Band 3, Nürnberg 1756).
- Kurtze Anmerkung, was für Seuchen in der Stadt und auffm Lande itzo herumb schleichen und deren curation. Braunschweig 1676.
- Kurtze aber nöhtige Anweisung Wie sich ein jeder bey dieser sehr sorgsamen gefährlichen und weit umb sich greiffenden Pest-Seuche fürsehen, praeserviren und curiren sol. Braunschweig 1680. (Digitalisat)